# Styggbergstjärnen (Siljansnäs socken, Dalarna)
Styggbergstjärnen är en sjö i Leksands kommun i Dalarna och ingår i Dalälvens huvudavrinningsområde.